# امپوینی
امپوینی (به فرانسوی: Ampoigné) یک کامین در فرانسه است که در Canton of Château-Gontier-Ouest واقع شده‌است.

## خصوصیات
امپوینی ۲۱٫۱۲ کیلومترمربع مساحت و ۵۵۴ نفر جمعیت دارد و ۸۰ متر بالاتر از سطح دریا واقع شده‌است.